# Karabudahkenti járás
A Karabudahkenti járás (oroszul: Карабудахкентский район) Oroszország egyik járása Dagesztánban. Székhelye Karabudahkent.

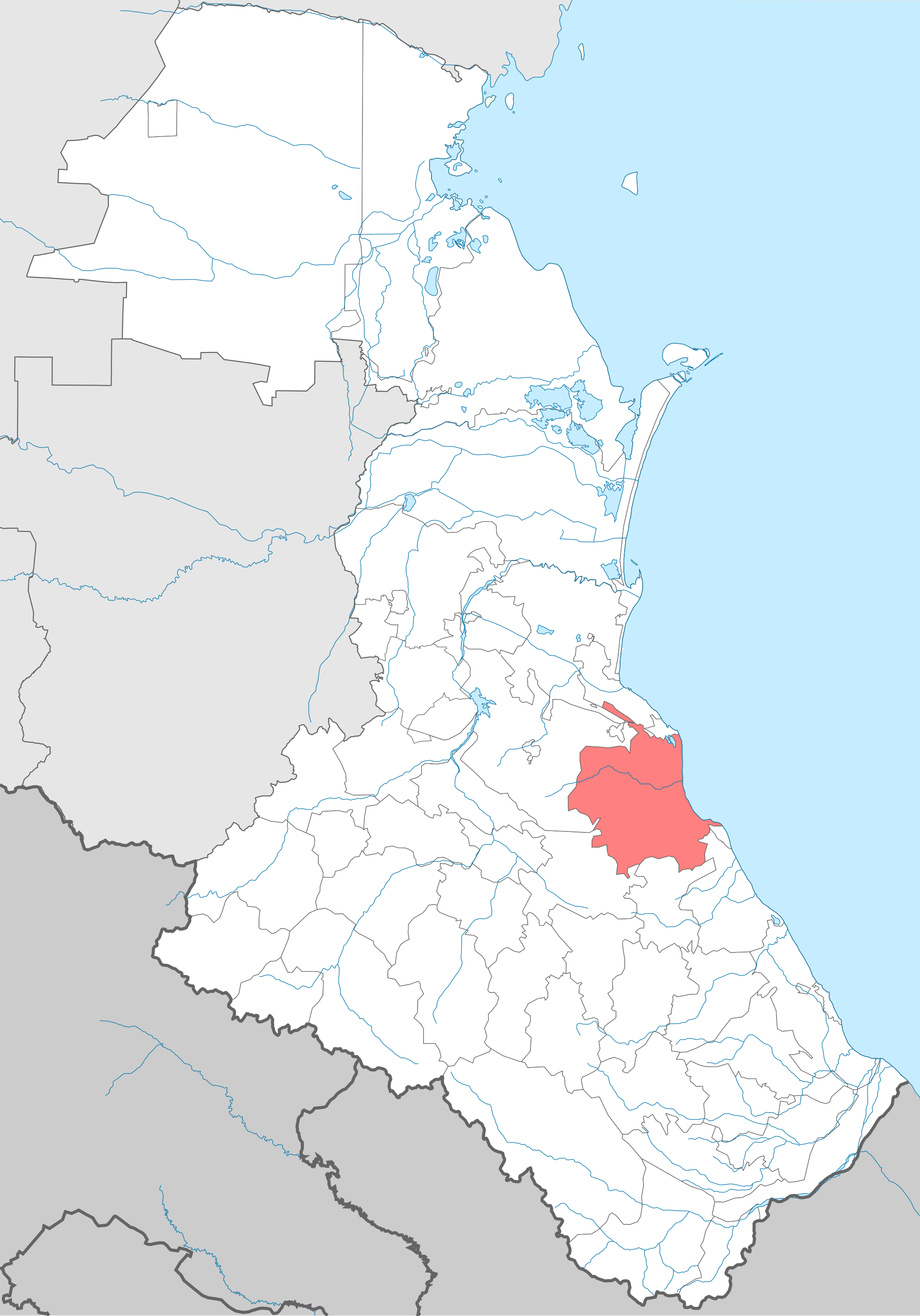
A Karabudahkenti járás Dagesztánban

## Népesség
- 1989-ben 38 979 lakosa volt, melyből 23 026 kumik (59,1%), 14 573 dargin (37,4%), 499 lak, 326 avar, 199 orosz, 104 lezg, 61 azeri, 57 tabaszaran, 13 agul, 10 rutul, 9 csecsen, 1 nogaj.
- 2002-ben 60 620 lakosa volt, melyből 38 839 kumik (64,1%), 20 405 dargin (33,7%), 669 lak, 379 avar, 111 orosz, 77 lezg, 38 azeri, 13 tabaszaran, 9 csecsen, 8 agul, 6 rutul.
- 2010-ben 73 016 lakosa volt, melyből 47 393 kumik (64,9%), 23 622 dargin (32,4%), 658 lak, 476 avar, 130 orosz, 80 lezg, 29 azeri, 17 tabaszaran, 7 agul, 7 rutul, 5 csecsen.